# Clarence C. Dill
Clarence C. Dill (Fredericktown, 1884. szeptember 21. – Spokane, 1978. január 14.) az Amerikai Egyesült Államok szenátora (Washington, 1923–1935).